# Il Nuovo Cimento
 (février 2025).
Il Nuovo Cimento est une série italienne de revues scientifiques de physique à comité de lecture. 

## Histoire
La série a été créée en 1855 par Carlo Matteucci et Raffaele Piria ; ils ont alors commencé à publier Il Nuovo Cimento comme continuation de Il Cimento, qu'ils avaient créé en 1844. En 1897, cette revue devient le journal officiel de la Société italienne de physique . Au fil du temps, la revue s'est déclinée en plusieurs sous-revues :
- Il Nuovo Cimento A (1965-1999) : consacrée à la physique des particules. La revue a fusionné avec l' European Physical Journal en 1999.
- Il Nuovo Cimento B (1965–2010) : consacrée à la relativité, à l'astronomie et à la physique mathématique. Depuis le 1er janvier 2011, la revue est publiée sous le nom de European Physical Journal Plus.
- Il Nuovo Cimento C (1978–présent) : se concentre sur la géophysique, l'astrophysique et la biophysique.
- Il Nuovo Cimento D (1982–1998) : se concentre sur la physique du solide, la physique atomique et la biologie moléculaire. La revue a fusionné avec l' European Physical Journal en 1998.
- Supplemento al Nuovo Cimento (1949-1968) : Un supplément au Nuovo Cimento
- Lettere al Nuovo Cimento (1969–1986) : série pour les lettres et autres publications courtes ;  a fusionné avec Europhysics Letters en 1986.
- Rivista del Nuovo Cimento (1969-présent) : publie des articles de synthèse.

### 1843 à 1847
- « Il Cimento (1843–1847), volumes 1-5 », sur Springer

### 1855 à 1965
- « Il Nuovo Cimento (1855–1867), volumes 1-28 », sur Springer
- « Il Nuovo Cimento (1869–1876), volumes 1-16 », sur Springer
- « Il Nuovo Cimento (1877–1894), volumes 1-36 », sur Springer
- « Il Nuovo Cimento (1895–1900), volumes 1-12 », sur Springer
- « Il Nuovo Cimento (1901–1910), volumes 1-20 », sur Springer
- « Il Nuovo Cimento (1911–1923), volumes 1-26 », sur Springer
- « Il Nuovo Cimento (1924–1942), volumes 1-19 », sur Springer
- « Il Nuovo Cimento (1943–1954), volumes 1-12 », sur Springer
- « Il Nuovo Cimento (1955–1965), volumes 1-39 », sur Springer

### 1965 à 1970
- « Il Nuovo Cimento B (1965–1970), volumes 40-70 », sur Springer

### 1969 à 1996
- « Lettere al Nuovo Cimento (1969–1970), volumes 1-4 », sur Springer
- « Lettere al Nuovo Cimento (1971–1985), volumes 1-44 », sur Springer
- « La Rivista del Nuovo Cimento (1969–1970), volumes 1-2 », sur Springer
- « La Rivista del Nuovo Cimento (1971–1977), volumes 1-7 », sur Springer
- « La Rivista del Nuovo Cimento (1978–1999), volumes 1-22 », sur Springer
- « Il Nuovo Cimento A (1971–1996), volumes 1-112 », sur Springer
- « Il Nuovo Cimento B (1971–1996), volumes 1-111 », sur Springer
- « Il Nuovo Cimento C (1978–1996), volumes 1-19 », sur Springer
- « Il Nuovo Cimento D (1982–1998), volumes 1-20 », sur Springer

### 1997 à aujourd'hui
- « La Rivista del Nuovo Cimento (2000–2019), volumes 23-42 », sur Socitété italienne de physique (it)
- « Il Nuovo Cimento A (1997–1999), volumes 110-112 », sur Société italienne de physique
- « Il Nuovo Cimento B (1997–2010), volumes 112-125 », sur Société italienne de physique
- « Il Nuovo Cimento C (1997–2019), volumes 20-42 », sur Société italienne de physique
- « Il Nuovo Cimento D (1997–1998), volumes 19-20 », sur Société italienne de physique